# 阪田なお子
阪田 なお子（さかた なおこ、1987年 - ）は、日本の女性ファッションモデルである。元ファンタスタープロモーション → ヴィズミックプロモーション所属。

## 略歴
- 高等学校在学中にスカウトされ、関西でモデル活動を始める。
- 長年続けたダンスの経験を生かし、自身の所属する事務所でキッズダンスのインストラクターを務めたこともある。

## 人物
- ミスセブンティーン2004最終候補。
- 妹がいる。
- 料理が好きなことをきっかけに、調理師免許を取得。（2010年）

## 出演

### CM
- 関西電力（地図編）

### スチール
- NISSEN
- スルっと関西 PITAPA
- GUNZE
- PUMA
- BRAPPERS JEANS
- Lei wedding
- 関西じゃらん
- 大阪経済大学
- レモール
- スクロール